# EB-Tenderreihe 7
Die EB-Tenderreihe 7 war eine Schlepptenderreihe der Belgischen Staatsbahnen (Chemins de fer de l’État belge, abgekürzt EB, auch L’État belge).

## Geschichte
Die zweiachsigen Schlepptender dieser Baureihe wurden speziell für die Lokomotiven der Baureihe 12 konstruiert. Mit der Abstellung der letzten Lokomotiven dieser Reihe 1923 wurden auch die Tender ausrangiert.

## Nummerierung
Schlepptender hatten bei den EB Ordnungsnummern ohne erkennbaren Zusammenhang mit den Nummern der damit gekuppelten Lokomotiven und zudem keine festen Nummernbereiche je Reihe. Alle Tender dieser Reihe hatten vierstellige Nummern im Bereich von 1000 bis 2999, in dem aber durchaus auch Tender anderer Reihen ihre Nummern hatten.